# Agostino Ferrari Toniolo
Agostino Ferrari Toniolo (* 2. August 1917 in Pieve di Soligo, Provinz Treviso; † 13. November 2004 in Albano Laziale, Provinz Rom) war ein italienischer Geistlicher und Kurienbischof der römisch-katholischen Kirche.

## Leben
Agostino Ferrari Toniolo wuchs in Venedig auf, wo sein Vater die Biblioteca Nazionale Marciana leitete. Ferrari Toniolo studierte Philosophie und Katholische Theologie am Priesterseminar in Venedig. An der Päpstlichen Lateranuniversität in Rom wurde er mit der Arbeit Stato e democrazia nel pensiero di Giuseppe Toniolo („Staat und Demokratie im Denken von Giuseppe Toniolo“) zum Doktor beider Rechte promoviert. Am 6. Juli 1941 empfing er im Markusdom in Venedig das Sakrament der Priesterweihe für das Patriarchat von Venedig.
Ferrari Toniolo lehrte zunächst Kanonisches Recht am Priesterseminar in Venedig sowie Sozial- und Rechtswissenschaft an der Katholischen Hochschule von Venetien. Später wurde er zudem Kanzler der Kurie. Ab 1953 fungierte Agostino Ferrari Toniolo in Rom als Vize-Assistent der Federazione Universitaria Cattolica Italiana (FUCI) und als Sekretär des ständigen Rates für die Sozialwochen der Katholiken in Italien. Daneben lehrte er Zivilrecht an der Päpstlichen Lateranuniversität. Seine Forschungsschwerpunkte waren Vergleichende Rechtswissenschaft und Völkerrecht. Am 29. September 1955 verlieh ihm Papst Pius XII. den Ehrentitel Päpstlicher Hausprälat. Später nahm Agostino Ferrari Toniolo als Konzilstheologe am Zweiten Vatikanischen Konzil teil. Gemeinsam mit Pietro Pavan unterstützte er Papst Johannes XXIII. bei der Abfassung der Enzykliken Pacem in terris und Mater et magistra.
Am 23. Januar 1967 ernannte ihn Papst Paul VI. zum Titularbischof von Tarasa in Byzacena und zum Weihbischof in Perugia. Der Patriarch von Venedig, Giovanni Kardinal Urbani, spendete ihm am 18. März desselben Jahres die Bischofsweihe; Mitkonsekratoren waren der Erzbischof von Perugia, Raffaele Baratta, und der kirchliche Generalassistent der Katholischen Aktion in Italien, Erzbischof Franco Costa.
Papst Paul VI. berief ihn am 23. April 1969 zum Pro-Präsidenten der Päpstlichen Kommission für die sozialen Kommunikationsmittel. Am 8. September 1971 bestellte ihn Paul VI. zum Ständigen Beobachter bei der Ernährungs- und Landwirtschaftsorganisation der Vereinten Nationen (FAO) und beim Welternährungsprogramm (WFP) sowie später zudem beim Welternährungsrat (WFC) und beim Internationalen Fonds für landwirtschaftliche Entwicklung (IFAD). Zudem wurde Agostino Ferrari Toniolo Konsultor des Staatssekretariats des Heiligen Stuhls für sozial- und kommunikationswissenschaftliche Fragen.
Am 1. Oktober 1992 nahm Papst Johannes Paul II. das von Agostino Ferrari Toniolo aus Altersgründen vorgebrachte Rücktrittsgesuch an. Er starb am 13. November 2004 in Albano Laziale und wurde in der Kirche San Martino in Pieve di Soligo beigesetzt.
Sein Großvater mütterlicherseits war der Wirtschaftshistoriker und Soziologe Giuseppe Toniolo (1845–1918).